# Menomonie
Menomonie è una città degli Stati Uniti d'America, situata in Wisconsin, nella Contea di Dunn, della quale è anche il capoluogo.
Prende il nome dagli originari abitanti dell'area, i Menominee.